# Avventure nel tempo e nello spazio
Avventure nel tempo e nello spazio (Adventures in Time and Space) è un'antologia di racconti e novelle di fantascienza curata dagli scrittori statunitensi Raymond J. Healy e J. Francis McComas e pubblicata da Random House nel 1946. È stata pubblicata in lingua italiana per la prima e unica volta da Editrice Nord nel 1979, come uscita n. 5 della collana Grandi Opere Nord.

## Panoramica
Fra gli anni 1920 e 1940 la stragrande maggioranza della letteratura fantastica statunitense era stata pubblicata su riviste specializzate e molto raramente ristampata in volume, quasi sempre in tirature limitate pubblicate da editori indipendenti, come per esempio Arkham House (fondata nel 1939). In tale panorama, l'antologia Avventure nel tempo e nello spazio rappresentava un unicum, in quanto fu la prima selezione di racconti di fantascienza a essere pubblicata da un editore generalista (per altro in un'edizione lussuosa, con copertina rigida e da circa mille pagine), permettendo quindi al pubblico non specializzato di accedere ad alcune delle opere più rappresentative dell'Epoca d'oro della fantascienza; in particolare, i curatori Healy e McComas assemblarono una proposta di trentacinque testi articolata fra sette romanzi brevi, ventisei racconti e due articoli divulgativi, apparsi quasi tutti sulla prestigiosa rivista Astounding Science-Fiction – la testata preminente nel quinquennio della Seconda Guerra Mondiale. Fanno eccezione solo quattro testi apparsi rispettivamente su Amazing Stories e Planet Stories (testate "rivali" di Astounding), su Unkown (rivista "gemella" di Astounding dedicata a fantasy e horror) e in una raccolta personale edita direttamente in volume non negli USA bensì nel Regno Unito.
Nel 1948 il modello posto da Avventure nel tempo e nello spazio fu replicato da una seconda silloge intitolata A Treasury of Science Fiction, curata da Groff Conklin per Crown Publishing, e man mano negli anni 1950 si sviluppò nel mondo anglofono un mercato editoriale specializzato in fantascienza, mercato che secondo l'importante scrittore e curatore editoriale Frederik Pohl non sarebbe sorto se il volume di Healy e McComas non avesse fatto da apripista. A sua volta, Anthony Boucher ha elogiato l'antologia in quanto lettura imprescindibile per ogni estimatore della fantascienza, mentre Lester del Rey l'ha descritta come la perfetta introduzione al genere per un lettore novello.

## Contenuti
L'antologia si apre con un'introduzione dei due curatori e propone i trentacinque testi secondo una disposizione libera, senza un preciso ordine cronologico né criterio di contenuto; la traduzione italiana edita da Nord ha tagliato i quattro romanzi brevi e i quattro racconti contrassegnati dalla lettera T, perché o già pubblicati dal medesimo editore in altra forma, o già acquisiti in esclusiva da altre case editrici. Per i racconti afferenti a una saga più vasta, si indica in nota il ciclo di appartenenza.
- «Introduzione» («Introduction») di Raymond J. Healy e J. Francis McComas.
- "Requiem" ("Requiem") di Robert A. Heinlein; da Astounding Science-Fiction gennaio 1940[3].
- "Oblio" ("Forgetfulness") di Don A. Stuart; da Astounding Stories giugno 1937.
- Nervi (Nerves) di Lester Del Rey; da Astounding Science-Fiction settembre 1942[4].T
- Le sabbie del tempo (The Sand of Time) di P. Schuyler Miller; da Astounding Stories aprile 1937[5].
- "Il robot vanitoso" ("The Proud Robot") di Lewis Padgett; da Astounding Science-Fiction ottobre 1943[6].
- "Il distruttore nero" ("Black Destroyer") di A. E. van Vogt; da Astounding Science-Fiction luglio 1939[7].
- "Symbiotica" ("Symbiotica,") di Eric Frank Russell; da Astounding Science-Fiction ottobre 1943[8].
- "Semi del crepuscolo" ("Seeds of Dusk") di Raymond Z. Gallun; da Astounding Science-Fiction giugno 1938[9].
- "Pianeta pesante" ("Heavy Planet") di Milton A. Rothman; da Astounding Science-Fiction agosto 1939.
- "L'armadio temporale" ("The Time Locker") di Lewis Padgett; da Astounding Science-Fiction gennaio 1943[10].
- "L'anello di congiunzione" ("The Link") di Cleve Cartmill; da Astounding Science-Fiction agosto 1942.
- "I topi meccanici" ("The Mechanical Mice") di Eric Frank Russell e Maurice G. Hugi; da Astounding Science-Fiction gennaio 1941.
- «V-2 razzo cargo» («V2-Rocket Cargo») di Willie Ley; da Astounding Science Fiction maggio 1945.
- "Adamo e niente Eva" ("Adam and No Eve") di Alfred Bester; da Astounding Science-Fiction settembre 1941[11].T
- "Cade la notte" ("Nightfall") di Isaac Asimov; da Astounding Science-Fiction settembre 1941[12].T
- Una questione di grandezza (A Matter of Size) di Harry Bates; da Astounding Stories aprile 1934.
- "Com'era sempre stato" ("As Never Was") di P. Schuyler Miller; da Astounding Science Fiction gennaio 1944.
- "E.Q." ("Q.U.R.") di Anthony Boucher; da Astounding Science-Fiction marzo 1943[13].
- Chi va là? (Who Goes There?) di Don A. Stuart; da Astounding Science-Fiction agosto 1938[14].T
- "Le strade devono correre" ("The Roads Must Roll") di Robert A. Heinlein; Astounding Science-Fiction  giugno 1940[15].T
- Manicomio (Asylum) di A. E. van Vogt; Astounding Science-Fiction maggio 1942[16].T
- "Colpo di grazia" ("Quietus") di Ross Rocklynne; da Astounding Science-Fiction settembre 1940.
- "Il Twonky" ("The Twonky") di Lewis Padgett; da Astounding Science-Fiction settembre 1942.
- «Il viaggio nel tempo accade realmente!» («Time Travel Happens!») di A. M. Phillips; da Unknown dicembre 1939.
- "Il ritorno dei robot" ("Robot's Return") di Robert Moore Williams; da Astounding Science-Fiction settembre 1938.
- "La giraffa azzurra" ("The Blue Giraffe") di L. Sprague De Camp; da Astounding Science-Fiction agosto 1939.
- "Volo nelle tenebre" ("Flight Into Darkness") di Webb Marlowe alias J. Francis McComas; da Astounding Science-Fiction febbraio 1943.
- "Il negozio delle armi" ("The Weapon Shop") di A. E. van Vogt; da Astounding Science-Fiction dicembre 1942[17].T
- "Klaatu" ("Farewell to the Master") di Harry Bates; da Astounding Science-Fiction ottobre 1940.
- "All'interno della piramide" ("Within the Pyramid") di R. DeWitt Miller; da Astounding Stories marzo 1937
- Colui che rimpicciolì (He Who Shrank) di Henry L. Hasse; da Amazing Stories agosto 1936[18].T
- Un gran bel futuro (By His Bootstraps) di Anson MacDonald; da Astounding Science Fiction ottobre 1941.
- "Il topo delle stelle" ("The Star Mouse") di Fredric Brown; da Planet Stories primavera 1942[19].
- "Corso per corrispondenza" ("Corrispondence Course") di Raymond F. Jones; da Astounding Science Fiction aprile 1945.
- "Cervello" ("Brain") di S. Fowler Wright; dalla raccolta personale The New Gods Lead, Jarrolds, 1932.